# ロバート・ディロン (第3代クロンブロック男爵)

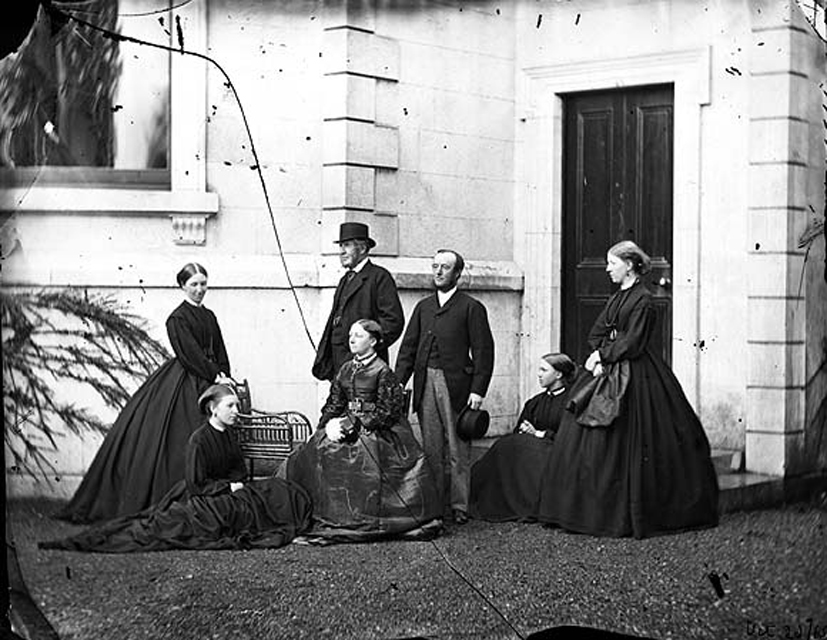
1865年10月、クロンブロック・ハウスで撮影されたクロンブロック男爵家とクランモリス男爵夫婦の集合写真。

第3代クロンブロック男爵ロバート・ディロン（英語: Robert Dillon, 3rd Baron Clonbrock、1807年3月29日 – 1893年12月4日）は、アイルランド貴族。保守党に属し、1838年から1893年までアイルランド貴族代表議員を、1874年から1892年までゴールウェイ統監を務めた。

## 生涯
第2代クロンブロック男爵ルーク・ディロンと妻アナスタシア（Anastasia、1785年10月31日 – 1816年6月5日、初代ウォールズコート男爵ジョセフ・ブレイクの娘）の息子として、1807年3月29日に生まれた。イートン・カレッジで教育を受けた後、1825年3月21日にオックスフォード大学クライスト・チャーチに入学、1827年にB.A.の学位を、1830年にM.A.の学位を修得した。1826年12月13日に父が死去すると、クロンブロック男爵位を継承した。
1838年2月20日にアイルランド貴族代表議員に当選、1893年に死去するまで務めた。貴族院では保守党に属した。
1874年5月28日にゴールウェイ統監に任命され、1892年6月13日までに辞任して統監職を長男に譲った。
1883年時点でゴールウェイ県に29,550エーカーの領地（年収11,873ポンド相当）を所有した。
1893年12月4日にゴールウェイ県クロンブロック（Clonbrock）で死去、アハスクラで埋葬された。息子ルーク・ジェラルドが爵位を継承した。

## 家族
1830年6月15日、キャロライン・エリザベス・スペンサー（Caroline Elizabeth Spencer、1805年6月28日 – 1864年12月17日、初代チャーチル男爵フランシス・スペンサーの娘）と結婚、4男8女をもうけた。
- フランシス・レティシア（1831年[5] – 1911年9月26日） - 生涯未婚[6]
- ルーク・アルメリック（1832年7月5日 – 1833年2月[5]）
- ルーク・ジェラルド（1834年3月10日 – 1917年5月12日） - 第4代クロンブロック男爵[1][4]
- キャロライン・アナスタシア（1837年10月5日[5] – 1907年4月15日） - 1877年1月30日、ウィリアム・ディルトリー（William Dealtry、1900年9月19日没、聖職者トマス・ディルトリー（英語版）の息子）と結婚[6]
- ロバート・ヴィリアーズ（1838年12月10日 – 1923年4月19日） - 1873年6月3日、ハリエット・キャロライン・エリザベス・グラッドストン（Harriet Caroline Elizabeth Gladstone、1932年2月25日没、アダム・ステュアート・グラッドストンの娘）と結婚、1男2女をもうけたが、息子チャールズ・ヘンリーは1901年に第二次ボーア戦争で戦死した[6]
- ヘレン・イザベラ（1840年5月15日[5] – 1916年11月8日） - 生涯未婚[6]
- ルイーザ・エミリア（1841年10月12日[5] – 1927年5月23日） - 生涯未婚[6]
- フランシス・ウィリアム（1842年12月20日 – 1858年4月9日[6]）
- ジョージアナ・ルイーザ（1844年2月10日 – 1892年5月2日[5]） - 生涯未婚[6]
- アリス・エリザベス（1845年11月19日 – 1878年12月18日） - 1866年7月26日、アンブローズ・コングリーヴ（Ambrose Congreve）と結婚[5]
- キャサリン・シャーロット（1847年4月16日[5] – 1927年8月14日） - 生涯未婚[6]
- エリザベス・オクタヴィア（1848年8月16日[5] – 1928年1月12日） - 1875年1月13日、初代準男爵サー・ヒュー・ジョン・エリス＝ナニー（英語版）（1920年6月7日没）と結婚、子供あり[6]